# 横瀬智也
横瀬 智也（よこせ ともなり、1986年5月20日 - ）は日本の俳優。
舞台俳優・やまと語りべ（地域伝承を語る舞台俳優)としても活動している。
2004年からは各地で女優・やすきひろこ、EP-4のユン・ツボタジや筝曲家の山田裕子ら共に舞台活動をしている。
また2016年から、神戸にて劇団BLANK THEATERを立ち上げ、活動している。

## 出演

### TV
- 夜ドラ 卒業タイムリミット（2022年、NHK） - 機動隊 役
- ちむどんどん（2022年、NHK） - 晴海の夫 役
- 鎌倉殿の13人（2022年、NHK） - 鶴岡八幡宮神職 役
- それってパクリじゃないですか? 第7話（2023年、日本テレビ） - 今宮食品の社員 役

### 映画
- 約三十の嘘（2003年）
- 交渉人 真下正義（2004年）
- ミナミの帝王（2004年）
- 佇むモンスター[3]　（2023年） - 刑事 役

### CM
- 眞露株式会社　チャミスル（2022年）

### 舞台
- 奈良重要文化財藤岡邸 「中将姫」（2005年）
- 東京銀座十字屋ホール「阿礼の背中～天地の始まり、国産み、コノハナサクヤヒメ」（2011年）
- 奈良平城京天平祭 「古事記音絵巻」（2012年）
- 石川県七尾美術館 「長谷川等伯～静寂のもののべ～」（2014年）
- 奈良国立博物館講堂「奈良の八重桜物語 聖武天皇様の心に染まる弥栄の山桜」（2015年）
- 劇団四次元ステージ　客演 AI・HALL 「キル」（2016年）
- 泰澄・白山開山1300年記念講演会　（やまとかたりべ会のＷ主演として演者）（2017年10月）　やまとかたりべ会としての参加
- 京都大徳寺砺聚光院 「創生の雫」（2019年）
- 七尾・一本杉通講演「利休と等伯」やすきひろことのｗ主演　（2019年）（北國新聞）
- 和歌山恋野小学校人権啓発公演 「中将姫」（2020年）（毎日新聞2020年11月20日）
- 大阪吹田メイシアター 「詩吟と神話」（2021年）
- 橋本市清水学文路地区公民館「石童丸」やすきひろことのＷ主演　石堂丸役(2021年）　（毎日新聞12月17日）
- 九度山町の世界遺産・慈尊院　やすきひろことのＷ主演、演奏 山田裕子とユン・ツボタジ（毎日新聞2022年10月26日）

### ビデオ
- ウィル・シード研修動画　上司役（2022年）